# Луцій Корнелій Лентул (претор 89 року до н. е.)
Луцій Корнелій Лентул (*Lucius Cornelius Lentulus, 132 до н. е. —після 82 до н. е.) — політичний діяч Римської республіки.

## Життєпис
Походив з патриціанського роду Корнеліїв Лентулів. Син Луція Корнелія Лентула, консула 130 року до н. е. У 89 році до н. е. обіймав посаду претора. У 82 році до н. е. стає проконсулом провінції Азія. В цей час придбав граматика Олександра Поліхістора, що потрапив в полон під час війни з Мітрідатом VI Евпатором, тримав його як викладача. Згодом звільнив його. Подальша доля не відома.

## Родина
- Луцій Корнелій Лентул Нігер, претор 62 року до н. е.